# Piera Hudson
Piera Hudson, född 7 februari 1996, är en nyzeeländsk utförsåkare som representerar Wanaka Ski and Snowsports Club.
Hon deltog i världsmästerskapen i Schladming 2013, Beaver Creek 2015 och St Moritz 2017.